# Óleo de andiroba

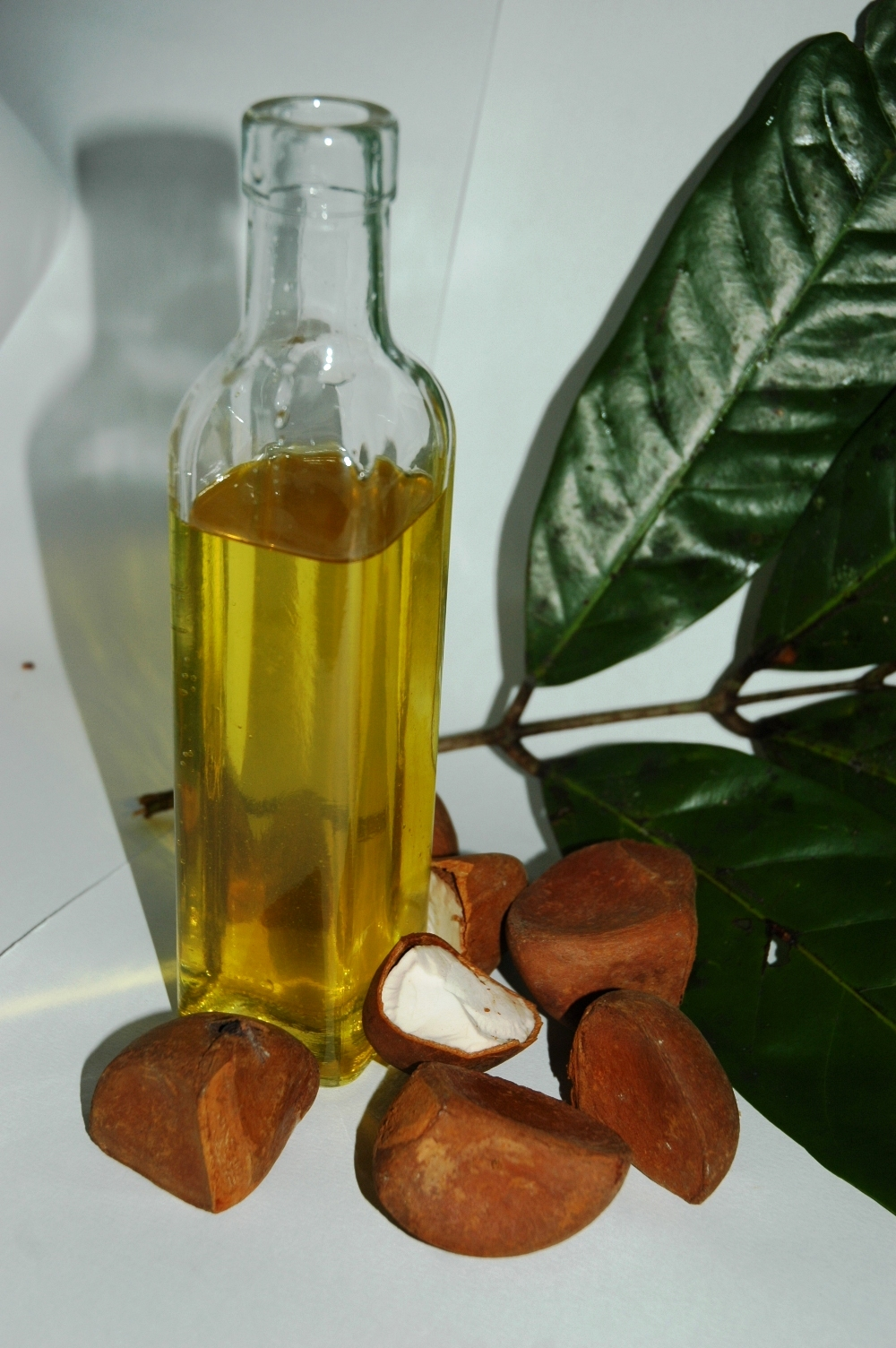
Óleo virgem de andiroba

O óleo de andiroba é extraído da amêndoa da andiroba, tem cor amarelo-claro e sabor bastante amargo. Quando submetido a temperatura inferior a 25°C, solidifica-se, ficando com consistência parecida com a da vaselina. Contém substâncias como a oleína, a palmitina e a glicerina. Possui propriedades antissépticas, anti-inflamatórias, cicatrizantes e inseticidas. O sabão produzido a partir do óleo da andiroba combate a doenças de pele e também é um bom repelente contra mosquitos. Além disso, o óleo tem um efeito tónico no cabelo e  também pode ser utilizado como um óleo de massagem.

## Extração
O processo tradicional de extração do óleo da amêndoa da Andiroba demora cerca de dois meses e envolve quatro etapas:
1. Coleta das amêndoas, seleção e primeiro armazenamento (demora entre 3 e 15 dias);
2. Cozimento das sementes em água para preparar a massa (demora entre 1 e 3 horas), segundo armazenamento (de até 20 dias), retirada da casca, separação das unidades ruins e amassamento das amêndoas;
3. Colocação da massa sobre superfície inclinada para extração do óleo por gotejamento, fazendo um corte no meio da massa e virando-a 2 vezes ao dia (demora entre 15 e 25 dias); e
4. Filtragem do óleo ao passá-lo por um pano fino ou um pedaço de tecido de algodão.

Se colocada à sombra, produz um óleo de melhor qualidade, mas demora mais do que ao sol. No início do processo, a massa tem cor bege a rosa claro. Ao final, tem cor marrom e textura esfarelenta. Raramente é realizada segunda extração com a prensa do tipo tipiti, para produção de farinha.
Cada porção para cozimento possui cerca de 11kg de amêndoas. São necessárias 450 a 500 sementes da chamada andiroba-mansa (C. guianensis) ou 700 a 800 sementes da andiroba-brava (C. procera). Essa porção inicial rende entre 1 e 5 litros de óleo.

## Usos
Popularmente, o óleo é utilizado para contusões, inchaços, reumatismos e cicatrizações, esfregando-se sobre o local machucado. Como repelente, há quem passe o óleo sobre a pele e quem queime o bagaço. A vela que está no mercado é feita com o bagaço. Deve ser acesa de manhã e à tarde, na hora em que os mosquitos começam a atacar. Na indústria cosmética, usa-se o óleo em sabonetes, shampoos e cremes. O óleo é tido como remédio para calvície. Também funciona bem como solvente natural. Usa-se também como reconstituinte celular da derme, eliminando inflamações e dores superficiais.tem ação purgativa na eliminação de vermes.

## Características

### Dados físico-químicos do óleo de Andiroba[6]
| Indice                      | Unidades | Reference values |
| Índices de refração (40 ºC) | -        | 1,47             |
| Índice de Iodo              | gl2      | 65 - 75          |
| Índice de Saponificação     | mg KOH\g | 190 - 210        |
| Densidade (15 ºC )          | gr\ltr   | 0,9261           |
| Ponto de fusão              | ºC       | 22,0             |
| Materia insaponificável     | %        | 3 - 5            |

### Composição acidos-graxos do óleo de andiroba[6]
| Ácidos graxos       | Unidade | Composição |
| ------------------- | ------- | ---------- |
| Ácido palmítico     | % peso  | 25 - 32    |
| Ácido palmiotoleico | %       | 0,8 - 1,5  |
| Ácido esteárico     | % peso  | 6 - 13     |
| Ácido oleico        | % peso  | 45 - 58    |
| Ácido linoleico     | % peso  | 6 - 14     |
| Saturado            | %       | 40         |
| Insaturado          | %       | 60         |